# Asterostromina solaris
Asterostromina solaris är en svampart som beskrevs av Bat. & A.F. Vital 1957. Asterostromina solaris ingår i släktet Asterostromina och familjen Asterinaceae.   Inga underarter finns listade i Catalogue of Life.